# Sergej Snegirev
Sergej Aleksandrovitsj Snegirev (Russisch: Сергей Александрович Снегирев) (5 april 1988) is een Russische volleyballer, gespecialiseerd als libero.